# Svédország a 2000. évi nyári olimpiai játékokon
Svédország az ausztráliai Sydneyben megrendezett 2000. évi nyári olimpiai játékok egyik részt vevő nemzete volt. Az országot az olimpián 22 sportágban 150 sportoló képviselte, akik összesen 12 érmet szereztek.

## Érmesek
| Érem  | Versenyző | Sportág       | Versenyszám               |
| ----- | --- | ------------- | ------------------------- |
| Arany | Mikael Ljungberg | Birkózás      | Kötöttfogás, 97 kg        |
| Arany | Jonas Edman | Sportlövészet | Férfi sportpuska fekvő    |
| Arany | Pia Hansen | Sportlövészet | Női dupla trap            |
| Arany | Lars Frölander | Úszás         | Férfi 100 m pillangó      |
| Ezüst | Jan-Ove Waldner | Asztalitenisz | Férfi egyes               |
| Ezüst | Henrik Nilsson Markus Oscarsson | Kajak-kenu    | Férfi kajak kettes 1000 m |
| Ezüst | Nemzeti válogatott Andreas Larsson Johan Pettersson Ljubomir Vranjes Magnus Andersson Magnus Wislander Martin Boquist Martin Frändesjö Mathias Franzén Ola Lindgren Peter Gentzel Pierre Thorsson Staffan Olsson Stefan Lövgren Tomas Sivertsson Tomas Svensson | Kézilabda     | Férfi                     |
| Ezüst | Therese Alshammar | Úszás         | Női 50 m gyors            |
| Ezüst | Therese Alshammar | Úszás         | Női 100 m gyors           |
| Bronz | Kajsa Bergqvist | Atlétika      | Női magasugrás            |
| Bronz | Louise Jöhncke Therese Alshammar Johanna Sjöberg Anna-Karin Kammerling Josefin Lillhage Malin Svahnström | Úszás         | Női 4 × 100 m gyorsváltó  |
| Bronz | Fredrik Lööf | Vitorlázás    | Férfi laser               |

## Asztalitenisz
Férfi
| Versenyző                        | Versenyszám | Selejtező         | Csoportkör | Csoportkör | 32-es főtábla                                          | Nyolcaddöntő                                                                            | Negyeddöntő                                                    | Elődöntő                                         | Döntő                                                                  | Helyezés |
| Versenyző                        | Versenyszám | Ellenfél Eredmény | Ellenfél Eredmény | Hely.      | Ellenfél Eredmény                                      | Ellenfél Eredmény                                                                       | Ellenfél Eredmény                                              | Ellenfél Eredmény                                | Ellenfél Eredmény                                                      | Helyezés |
| -------------------------------- | ----------- | ----------------- | --- | ---------- | ------------------------------------------------------ | --------------------------------------------------------------------------------------- | -------------------------------------------------------------- | ------------------------------------------------ | ---------------------------------------------------------------------- | -------- |
| Jan-Ove Waldner                  | Egyes       |                   | erőnyerő | erőnyerő   | Iszeki Szeikó (JPN) · 21–23, 21–13, 21–15, 21–17       | Jean-Michel Saive (BEL) · 21–14, 19–21, 21–18, 21–15                                    | Uladzimir Szamszonav (BLR) · 20–22, 18–21, 21–14, 21–18, 21–19 | Liu Guoliang (CHN) · 21–19, 21–16, 21–19         | Kung Ling-huj (CHN) · 18–21, 21–19, 14–21, 13–21                       |          |
| Jörgen Persson                   | Egyes       |                   | erőnyerő | erőnyerő   | Peter Franz (GER) · 21–16, 21–15, 16–21, 21–18         | Macusita Kódzsi (JPN) · 21–14, 21–13, 21–19                                             | Liu Guozheng (CHN) · 14–21, 21–18, 21–16, 21–19                | Kung Ling-huj (CHN) · 12–21, 21–13, 16–21, 13–21 | Bronzmérkőzés · Liu Guoliang (CHN) · 16–21, 19–21, 21–17, 21–14, 13–21 | 4.       |
| Peter Karlsson                   | Egyes       |                   | erőnyerő | erőnyerő   | Jörg Roßkopf (GER) · 22–20, 19–21, 17–21, 21–19, 12–21 | kiesett                                                                                 | kiesett                                                        | kiesett                                          | kiesett                                                                | 17.      |
| Fredrik Håkansson Peter Karlsson | Páros       | erőnyerő          | F csoport · Egyesült Államok (USA) · David Zhuang · Todd Sweeris · 14–21, 21–10, 21–9 · Fehéroroszország (BLR) · Uladzimir Szamszonav · Javhen Scsacinyin · 25–23, 21–18 | 1.         |                                                        | Franciaország (FRA) · Jean-Philippe Gatien · Patrick Chila · 17–21, 21–10, 11–21, 18–21 | kiesett                                                        | kiesett                                          | kiesett                                                                | 9.       |
| Jan-Ove Waldner Jörgen Persson   | Páros       | erőnyerő          | erőnyerő | erőnyerő   |                                                        | Franciaország (FRA) · Christophe Legoût · Damien Éloi · 18–21, 21–23, 18–21             | kiesett                                                        | kiesett                                          | kiesett                                                                | 9.       |

Női
| Versenyző                   | Versenyszám | Selejtező         | Csoportkör | Csoportkör | 32-es főtábla                                              | Nyolcaddöntő                                            | Negyeddöntő       | Elődöntő          | Döntő             | Helyezés |
| Versenyző                   | Versenyszám | Ellenfél Eredmény | Ellenfél Eredmény | Hely.      | Ellenfél Eredmény                                          | Ellenfél Eredmény                                       | Ellenfél Eredmény | Ellenfél Eredmény | Ellenfél Eredmény | Helyezés |
| --------------------------- | ----------- | ----------------- | --- | ---------- | ---------------------------------------------------------- | ------------------------------------------------------- | ----------------- | ----------------- | ----------------- | -------- |
| Åsa Svensson                | Egyes       |                   | O csoport · Viktorija Pavlavics (BLR) · 21–16, 21–17, 16–21, 21–16 · Shahira El-Alfy (EGY) · 21–12, 21–6, 21–11                                                            | 1.         | Jing Tian-Zörner (GER) · 21–18, 21–13, 18–21, 19–21, 21–18 | Mihaela Şteff (ROU) · 21–13, 16–21, 21–18, 10–21, 13–21 | kiesett           | kiesett           | kiesett           | 9.       |
| Marie Svensson              | Egyes       |                   | P csoport · Tátjána en-Naddzsár (JOR) · 21–15, 21–11, 21–6 · Taccjana Kasztramina (BLR) · 21–6, 15–21, 15–21, 21–19, 21–12                                                 | 1.         | Csen Csing (TPE) · 23–25, 6–21, 20–22                      | kiesett                                                 | kiesett           | kiesett           | kiesett           | 17.      |
| Åsa Svensson Marie Svensson | Páros       | erőnyerő          | H csoport · Egyiptom (EGY) · Bacinte Osman · Shaimaa Abdul Aziz · 21–10, 21–15 · Fehéroroszország (BLR) · Taccjana Kasztramina · Viktorija Pavlavics · 19–21, 21–17, 19–21 | 2.         |                                                            | kiesett                                                 | kiesett           | kiesett           | kiesett           | 17.      |

## Atlétika
Férfi
| Versenyző       | Versenyszám | Előfutam | Előfutam | Előfutam | Negyeddöntő | Negyeddöntő | Negyeddöntő | Elődöntő | Elődöntő | Elődöntő | Döntő | Döntő    |
| Versenyző       | Versenyszám | Idő      | Hely.    | Össz.    | Idő         | Hely.       | Össz.       | Idő      | Hely.    | Össz.    | Idő   | Helyezés |
| --------------- | ----------- | -------- | -------- | -------- | ----------- | ----------- | ----------- | -------- | -------- | -------- | ----- | -------- |
| Robert Kronberg | 110 m gát   | 13,58    | 2.       | 12.      | 13,56       | 3.          | 10.         | 13,39    | 4.       | 7.*      | 13,61 | 8.       |

| Versenyző           | Versenyszám   | Selejtező | Selejtező | Döntő    | Döntő    |
| Versenyző           | Versenyszám   | Eredmény  | Helyezés  | Eredmény | Helyezés |
| ------------------- | ------------- | --------- | --------- | -------- | -------- |
| Stefan Holm         | Magasugrás    | 227 cm    | 1.***     | 232 cm   | 4.       |
| Staffan Strand      | Magasugrás    | 227 cm    | 7.****    | 232 cm   | 6.*      |
| Patrik Kristiansson | Rúdugrás      | 555 cm    | 20.*      | kiesett  | kiesett  |
| Martin Eriksson     | Rúdugrás      | 555 cm    | 22.**     | kiesett  | kiesett  |
| Peter Häggström     | Távolugrás    | 783 cm    | 24.       | kiesett  | kiesett  |
| Mattias Sunneborn   | Távolugrás    | 763 cm    | 29.       | kiesett  | kiesett  |
| Christian Olsson    | Hármasugrás   | 16,64 m   | 17.       | kiesett  | kiesett  |
| Patrik Bodén        | Gerelyhajítás | 78,06 m   | 23.       | kiesett  | kiesett  |

| Versenyző     | Versenyszám | 100 m | 100 m | Távolugrás | Távolugrás | Súlylökés | Súlylökés | Magasugrás | Magasugrás | 400 m | 400 m | 110 m gát | 110 m gát | Diszkoszvetés | Diszkoszvetés | Rúdugrás | Rúdugrás | Gerelyhajítás | Gerelyhajítás | 1500 m  | 1500 m | Végeredmény | Végeredmény |
| Versenyző     | Versenyszám | Idő   | Pont  | Eredmény   | Pont       | Eredmény  | Pont      | Eredmény   | Pont       | Idő   | Pont  | Idő       | Pont      | Eredmény      | Pont          | Eredmény | Pont     | Eredmény      | Pont          | Idő     | Pont   | Pont        | Helyezés    |
| ------------- | ----------- | ----- | ----- | ---------- | ---------- | --------- | --------- | ---------- | ---------- | ----- | ----- | --------- | --------- | ------------- | ------------- | -------- | -------- | ------------- | ------------- | ------- | ------ | ----------- | ----------- |
| Henrik Dagård | Tízpróba    | 10,84 | 897   | 708 cm     | 833        | 14,97 m   | 788       | 194 cm     | 749        | 48,75 | 873   | 14,30     | 936       | 42,95 m       | 725           | 510 cm   | 941      | 65,05 m       | 814           | 4:49,51 | 622    | 8178        | 10.         |

| Versenyző         | Versenyszám   | Selejtező | Selejtező | Döntő    | Döntő    |
| Versenyző         | Versenyszám   | Eredmény  | Helyezés  | Eredmény | Helyezés |
| ----------------- | ------------- | --------- | --------- | -------- | -------- |
| Kajsa Bergqvist   | Magasugrás    | 194 cm    | 1.******* | 199 cm   | *        |
| Erica Johansson   | Távolugrás    | 653 cm    | 16.       | kiesett  | kiesett  |
| Camilla Johansson | Hármasugrás   | 13,87 m   | 17.       | kiesett  | kiesett  |
| Anna Söderberg    | Diszkoszvetés | 56,11 m   | 24.       | kiesett  | kiesett  |

* - egy másik versenyzővel azonos eredményt ért el

** - két másik versenyzővel azonos eredményt ért el

*** - három másik versenyzővel azonos eredményt ért el

**** - négy másik versenyzővel azonos eredményt ért el

******* - hét másik versenyzővel azonos eredményt ért el

## Birkózás
Kötöttfogású
| Versenyző        | Versenyszám | Csoportkör | Csoportkör | Negyeddöntő                    | Elődöntő                   | Bronz- mérkőzés          | Döntő                      | Helyezés |
| Versenyző        | Versenyszám | Ellenfél Eredmény | Hely.      | Ellenfél Eredmény              | Ellenfél Eredmény          | Ellenfél Eredmény        | Ellenfél Eredmény          | Helyezés |
| ---------------- | ----------- | --- | ---------- | ------------------------------ | -------------------------- | ------------------------ | -------------------------- | -------- |
| Mattias Schoberg | 69 kg       | 1. csoport · Szon Szangphil (KOR) · 0-4 · Adam Juretzko (GER) · 0-2                                                   | 3.         | kiesett                        | kiesett                    | kiesett                  | kiesett                    | 18.      |
| Ara Abrahamian   | 76 kg       | 4. csoport · Dimítriosz Avrámisz (GRE) · 3-2 · Levon Gegamjan (ARM) · 3-0                                             | 1.         | Murat Kardanov (RUS) · 1-3     |                            | Kim Dzsinszu (KOR) · 0-9 |                            | 6.       |
| Martin Lidberg   | 85 kg       | 5. csoport · Bárdosi Sándor (HUN) · 0-2 · Eddy Bartolozzi (VEN) · 3-2 · Arek Olczak (AUS) · mérkőzés nélkül (sérülés) | 2.         | kiesett                        | kiesett                    | kiesett                  | kiesett                    | 7.       |
| Mikael Ljungberg | 97 kg       | 1. csoport · Petru Sudureac (ROU) · 3-2 · Ali Mollov (BUL) · 10-0                                                     | 1.         | Szergej Matvijenko (KAZ) · 5-0 | Garrett Lowney (USA) · 8-1 |                          | David Saldadze (UKR) · 2-1 |          |
| Eddy Bengtsson   | 130 kg      | 2. csoport · Dzmitrij Debelka (BLR) · 1-2 · Mirian Giorgadze (GEO) · 4-0                                              | 2.         | kiesett                        | kiesett                    | kiesett                  | kiesett                    | 10.      |

## Cselgáncs
Férfi
| Versenyző         | Versenyszám | Selejtező                            | 32-es főtábla     | Nyolcaddöntő      | Negyeddöntő       | Elődöntő          | Vigaszág első kör | Vigaszág negyeddöntő | Vigaszág elődöntő | Bronz- mérkőzés   | Döntő             | Helyezés    |
| Versenyző         | Versenyszám | Ellenfél Eredmény                    | Ellenfél Eredmény | Ellenfél Eredmény | Ellenfél Eredmény | Ellenfél Eredmény | Ellenfél Eredmény | Ellenfél Eredmény    | Ellenfél Eredmény | Ellenfél Eredmény | Ellenfél Eredmény | Helyezés    |
| ----------------- | ----------- | ------------------------------------ | ----------------- | ----------------- | ----------------- | ----------------- | ----------------- | -------------------- | ----------------- | ----------------- | ----------------- | ----------- |
| Gabriel Bengtsson | Harmatsúly  | Henrique Guimarães (BRA) · 0011-1000 | kiesett           | kiesett           | kiesett           | kiesett           |                   |                      |                   |                   |                   | helyezetlen |

Női
| Versenyző          | Versenyszám | Selejtező         | Nyolcaddöntő                  | Negyeddöntő                   | Elődöntő          | Vigaszág első kör | Vigaszág negyeddöntő                 | Vigaszág elődöntő | Bronz- mérkőzés   | Döntő             | Helyezés |
| Versenyző          | Versenyszám | Ellenfél Eredmény | Ellenfél Eredmény             | Ellenfél Eredmény             | Ellenfél Eredmény | Ellenfél Eredmény | Ellenfél Eredmény                    | Ellenfél Eredmény | Ellenfél Eredmény | Ellenfél Eredmény | Helyezés |
| ------------------ | ----------- | ----------------- | ----------------------------- | ----------------------------- | ----------------- | ----------------- | ------------------------------------ | ----------------- | ----------------- | ----------------- | -------- |
| Pernilla Andersson | Könnyűsúly  | erőnyerő          | Jessica Gal (NED) · 0000-0000 | Pekli Mária (AUS) · 0100-0101 |                   |                   | Zülfiyyə Hüseynova (AZE) · 0000-0111 | kiesett           | kiesett           |                   | 9.       |

## Evezés
Férfi
| Versenyző                      | Versenyszám              | Előfutam | Előfutam | Vigaszág | Vigaszág | Elődöntő | Elődöntő | Elődöntő | Döntő | Döntő   | Döntő | Helyezés |
| Versenyző                      | Versenyszám              | Idő      | Hely.    | Idő      | Hely.    | Típus    | Idő      | Hely.    | Típus | Idő     | Hely. | Helyezés |
| ------------------------------ | ------------------------ | -------- | -------- | -------- | -------- | -------- | -------- | -------- | ----- | ------- | ----- | -------- |
| Josef Källström Anders Båtemyr | Könnyűsúlyú kétpárevezős | 6:42,67  | 5.       | 6:38,77  | 3.       |          |          |          | C     | 6:34,11 | 3.    | 15.      |

Női
| Versenyző     | Versenyszám  | Előfutam | Előfutam | Vigaszág | Vigaszág | Elődöntő | Elődöntő | Elődöntő | Döntő | Döntő   | Döntő | Helyezés |
| Versenyző     | Versenyszám  | Idő      | Hely.    | Idő      | Hely.    | Típus    | Idő      | Hely.    | Típus | Idő     | Hely. | Helyezés |
| ------------- | ------------ | -------- | -------- | -------- | -------- | -------- | -------- | -------- | ----- | ------- | ----- | -------- |
| Maria Brandin | Egypárevezős | 7:53,46  | 3.       | 7:55,47  | 2.       | A/B      | 7:49,09  | 5.       | B     | 7:39,44 | 5.    | 11.      |

## Íjászat
Férfi
| Versenyző                                         | Versenyszám | Selejtező | Selejtező | 64-es főtábla                        | 32-es főtábla                                 | Nyolcaddöntő                                                                               | Negyeddöntő                                                                      | Elődöntő                          | Döntő                                                  | Helyezés |
| Versenyző                                         | Versenyszám | Pont      | Kiemelt   | Ellenfél Eredmény                    | Ellenfél Eredmény                             | Ellenfél Eredmény                                                                          | Ellenfél Eredmény                                                                | Ellenfél Eredmény                 | Ellenfél Eredmény                                      | Helyezés |
| ------------------------------------------------- | ----------- | --------- | --------- | ------------------------------------ | --------------------------------------------- | ------------------------------------------------------------------------------------------ | -------------------------------------------------------------------------------- | --------------------------------- | ------------------------------------------------------ | -------- |
| Magnus Petersson                                  | Egyéni      | 646       | 6.        | Nuno Pombo (POR) (59.) · 165-146     | Tang Hua (CHN) (38.) · 157-148                | Yang Bo (CHN) (22.) · 167-164                                                              | Kim Cshongthe (KOR) (3.) · 112-111                                               | Vic Wunderle (USA) (7.) · 107-108 | Bronzmérkőzés · Wietse van Alten (NED) (12.) · 109-114 | 4.       |
| Niklas Eriksson                                   | Egyéni      | 629       | 28.       | Rob Rusnov (CAN) (37.) · 161-155     | Sztanyiszlav Zabrodszkij (KAZ) (5.) · 146-163 | kiesett                                                                                    | kiesett                                                                          | kiesett                           | kiesett                                                | 32.      |
| Mattias Eriksson                                  | Egyéni      | 616       | 42.       | Vagyim Sikarev (KAZ) (23.) · 156-158 | kiesett                                       | kiesett                                                                                    | kiesett                                                                          | kiesett                           | kiesett                                                |          |
| Magnus Petersson Niklas Eriksson Mattias Eriksson | Csapat      | 646       | 7.        |                                      |                                               | Ausztrália (AUS) · Simon Fairweather · Matthew Gray · Scott Hunter-Russell (10.) · 241-238 | Egyesült Államok (USA) · Rod White · Vic Wunderle · Butch Johnson (2.) · 244-255 | kiesett                           | kiesett                                                | 6.       |

Női
| Versenyző                                                | Versenyszám | Selejtező | Selejtező | 64-es főtábla                              | 32-es főtábla                               | Nyolcaddöntő                                                                          | Negyeddöntő       | Elődöntő          | Döntő             | Helyezés |
| Versenyző                                                | Versenyszám | Pont      | Kiemelt   | Ellenfél Eredmény                          | Ellenfél Eredmény                           | Ellenfél Eredmény                                                                     | Ellenfél Eredmény | Ellenfél Eredmény | Ellenfél Eredmény | Helyezés |
| -------------------------------------------------------- | ----------- | --------- | --------- | ------------------------------------------ | ------------------------------------------- | ------------------------------------------------------------------------------------- | ----------------- | ----------------- | ----------------- | -------- |
| Karin Larsson                                            | Egyéni      | 626       | 34.       | Sandra Wagner-Sachse (GER) (31.) · 147-146 | Natalia Valeeva (ITA) (2.) · 160-162        | kiesett                                                                               | kiesett           | kiesett           | kiesett           | 18.      |
| Petra Ericsson                                           | Egyéni      | 646       | 9.        | Edisbel Martínez (CUB) (56.) · 152-146     | Joanna Nowicka-Kwaśna (POL) (24.) · 152-162 | kiesett                                                                               | kiesett           | kiesett           | kiesett           | 31.      |
| Kristina Persson-Nordlander                              | Egyéni      | 618       | 45.       | Alison Williamson (GBR) (20.) · 145-156    | kiesett                                     | kiesett                                                                               | kiesett           | kiesett           | kiesett           | 55.      |
| Petra Ericsson Karin Larsson Kristina Persson-Nordlander | Csapat      | 646       | 8.        |                                            |                                             | Egyesült Államok (USA) · Janet Dykman · Karen Scavotto · Denise Parker (9.) · 230-242 | kiesett           | kiesett           | kiesett           | 10.      |

## Kajak-kenu

### Síkvízi
Férfi
| Versenyző                                                    | Versenyszám         | Előfutam | Előfutam | Előfutam | Elődöntő | Elődöntő | Elődöntő | Döntő    | Döntő    |
| Versenyző                                                    | Versenyszám         | Idő      | Hely.    | Össz.    | Idő      | Hely.    | Össz.    | Idő      | Helyezés |
| ------------------------------------------------------------ | ------------------- | -------- | -------- | -------- | -------- | -------- | -------- | -------- | -------- |
| Anders Svensson                                              | Kajak egyes 500 m   | 1:43,349 | 6.       | 21.      | 1:43,070 | 7.       | 18.      | kiesett  | kiesett  |
| Johan Eriksson                                               | Kajak egyes 1000 m  | 3:40,190 | 5.       | 16.      | 3:43,359 | 6.       | 17.      | kiesett  | kiesett  |
| Henrik Nilsson Markus Oscarsson                              | Kajak kettes 500 m  | 1:30,051 | 1.       | 1.       |          |          |          | 1:56,301 | 9.       |
| Henrik Nilsson Markus Oscarsson                              | Kajak kettes 1000 m | 3:15,102 | 2.       | 5.       |          |          |          | 3:16,075 |          |
| Jonas Fager Anders Gustafsson Erik Lindeberg Niklaes Persson | Kajak négyes 1000 m | 3:04,420 | 5.       | 9.       | 3:02,611 | 2.       | 2.       | 3:01,326 | 8.       |

Női
| Versenyző                   | Versenyszám        | Előfutam | Előfutam | Előfutam | Elődöntő | Elődöntő | Elődöntő | Döntő    | Döntő    |
| Versenyző                   | Versenyszám        | Idő      | Hely.    | Össz.    | Idő      | Hely.    | Össz.    | Idő      | Helyezés |
| --------------------------- | ------------------ | -------- | -------- | -------- | -------- | -------- | -------- | -------- | -------- |
| Anna Olsson                 | Kajak egyes 500 m  | 1:52,782 | 2.       | 6.       |          |          |          | 2:24,774 | 9.       |
| Anna Olsson Ingela Ericsson | Kajak kettes 500 m | 1:45,491 | 3.       | 7.       |          |          |          | 2:04,574 | 8.       |

## Kerékpározás

### Országúti kerékpározás
Férfi
| Versenyző         | Versenyszám   | Idő                     | Helyezés      |
| ----------------- | ------------- | ----------------------- | ------------- |
| Glenn Magnusson   | Mezőnyverseny | 5:30:46 (+1:38)         | 28.           |
| Magnus Bäckstedt  | Mezőnyverseny | nem ért célba           | nem ért célba |
| Michel Lafis      | Mezőnyverseny | nem ért célba           | nem ért célba |
| Martin Rittsel    | Mezőnyverseny | nem ért célba           | nem ért célba |
| Martin Rittsel    | Időfutam      | 1:01:59,765 (+4:19,345) | 30.           |
| Michael Andersson | Időfutam      | 1:05:19,037 (+7:38,617) | 37.           |

## Kézilabda

### Férfi
| Svéd férfi kézilabdacsapat-játékoskeret | Svéd férfi kézilabdacsapat-játékoskeret                                                                                |
| --- | --- |
| - Andreas Larsson - Johan Pettersson - Ljubomir Vranjes - Magnus Andersson - Magnus Wislander - Martin Boquist - Martin Frändesjö - Mathias Franzén | - Ola Lindgren - Peter Gentzel - Pierre Thorsson - Staffan Olsson - Stefan Lövgren - Tomas Sivertsson - Tomas Svensson |

#### Eredmények
Csoportkör
B csoport
| Csapat              | M | Gy | D | V | G+  | G–  | Gk  | P  |
| ------------------- | - | -- | - | - | --- | --- | --- | -- |
| Svédország (SWE)    | 5 | 5  | 0 | 0 | 155 | 121 | +34 | 10 |
| Franciaország (FRA) | 5 | 3  | 1 | 1 | 120 | 104 | +16 | 7  |
| Spanyolország (ESP) | 5 | 3  | 0 | 2 | 144 | 126 | +18 | 6  |
| Szlovénia (SLO)     | 5 | 2  | 1 | 2 | 137 | 127 | +10 | 5  |
| Tunézia (TUN)       | 5 | 1  | 0 | 4 | 111 | 117 | –6  | 2  |
| Ausztrália (AUS)    | 5 | 0  | 0 | 5 | 106 | 178 | –72 | 0  |

| 2000. szeptember 16. 21:30 | Svédország (SWE) | 44–23   | Ausztrália (AUS) | Játékvezetők: Klucsó Jenő, Lekrinszki Tivadar (HUN) |
| 2000. szeptember 16. 21:30 | Franzén 8        | (23–12) | Sestic 5         | Játékvezetők: Klucsó Jenő, Lekrinszki Tivadar (HUN) |
| 2000. szeptember 16. 21:30 | 2× 3×            |         | 1× 3×            | Játékvezetők: Klucsó Jenő, Lekrinszki Tivadar (HUN) |

| 2000. szeptember 18. 21:30 | Szlovénia (SLO) | 30–32  | Svédország (SWE) | Játékvezetők: Vaclav Kohout, Ivan Dolejs (CZE) |
| 2000. szeptember 18. 21:30 | Puc 7           | (6–17) | Lövgren 10       | Játékvezetők: Vaclav Kohout, Ivan Dolejs (CZE) |
| 2000. szeptember 18. 21:30 | 6× 3×           |        | 3× 3×            | Játékvezetők: Vaclav Kohout, Ivan Dolejs (CZE) |

| 2000. szeptember 20. 9:30 | Svédország (SWE) | 27–18   | Tunézia (TUN) | Játékvezetők: Juri Litvinov, Valeri Khudoerko (RUS) |
| 2000. szeptember 20. 9:30 | Lövgren 10       | (13–11) | Ben Amor 5    | Játékvezetők: Juri Litvinov, Valeri Khudoerko (RUS) |
| 2000. szeptember 20. 9:30 | 5× 3×            |         | 3× 3×         | Játékvezetők: Juri Litvinov, Valeri Khudoerko (RUS) |

| 2000. szeptember 22. 21:30 | Franciaország (FRA)   | 23–24  | Svédország (SWE)        | Játékvezetők: Marjan Nachevski, Dragan Nachevski (MKD) |
| 2000. szeptember 22. 21:30 | Fernandez, Kervadec 7 | (9–11) | Pettersson, Frändesjö 5 | Játékvezetők: Marjan Nachevski, Dragan Nachevski (MKD) |
| 2000. szeptember 22. 21:30 | 3× 3×                 |        | 4× 3×                   | Játékvezetők: Marjan Nachevski, Dragan Nachevski (MKD) |

| 2000. szeptember 24. 19:30 | Svédország (SWE) | 28–27  | Spanyolország (ESP) | Játékvezetők: Vaclav Kohout, Ivan Dolejs (CZE) |
| 2000. szeptember 24. 19:30 | Lövgren 7        | (11–9) | Guijosa 8           | Játékvezetők: Vaclav Kohout, Ivan Dolejs (CZE) |
| 2000. szeptember 24. 19:30 | 8× 2× 1×         |        | 7× 3× 1×            | Játékvezetők: Vaclav Kohout, Ivan Dolejs (CZE) |

Negyeddöntő
| 2000. szeptember 26. 21:30 | Svédország (SWE) | 27–23   | Egyiptom (EGY) | Játékvezetők: Juri Litvinov, Valeri Khudoerko (RUS) |
| 2000. szeptember 26. 21:30 | Vranjes 7        | (14–12) | Zaky 10        | Játékvezetők: Juri Litvinov, Valeri Khudoerko (RUS) |
| 2000. szeptember 26. 21:30 | 3× 3×            |         | 8× 3×          | Játékvezetők: Juri Litvinov, Valeri Khudoerko (RUS) |

Elődöntő
| 2000. szeptember 29. 16:30 | Spanyolország (ESP) | 25–32   | Svédország (SWE) | Játékvezetők: Marjan Nachevski, Dragan Nachevski (MKD) |
| 2000. szeptember 29. 16:30 | Massip, Ortega 6    | (10–15) | Wislander 9      | Játékvezetők: Marjan Nachevski, Dragan Nachevski (MKD) |
| 2000. szeptember 29. 16:30 | 4× 3×               |         | 9× 3×            | Játékvezetők: Marjan Nachevski, Dragan Nachevski (MKD) |

Döntő
| 2000. szeptember 30. 21:30 | Oroszország (RUS) | 28–26   | Svédország (SWE) | Játékvezetők: Svein Olav Oie, Bjorn Hogsnes (NOR) |
| 2000. szeptember 30. 21:30 | Tucskin 7         | (13–14) | Vranjes 8        | Játékvezetők: Svein Olav Oie, Bjorn Hogsnes (NOR) |
| 2000. szeptember 30. 21:30 | 3× 2×             |         | 2× 2×            | Játékvezetők: Svein Olav Oie, Bjorn Hogsnes (NOR) |

| Csapat           | Helyezés |
| ---------------- | -------- |
| Svédország (SWE) |          |

## Labdarúgás

### Női
| Svéd női labdarúgócsapat-játékoskeret | Svéd női labdarúgócsapat-játékoskeret |
| --- | --- |
| - Caroline Jönsson - Cecilia Sandell - Hanna Ljungberg - Hanna Marklund - Jane Törnqvist - Karolina Westberg - Kristin Bengtsson - Linda Fagerström | - Malin Andersson - Malin Moström - Malin Swedberg - Sara Johansson - Sara Larsson - Therese Sjögran - Tina Nordlund - Victoria Svensson |

#### Eredmények
Csoportkör
E csoport
| Csapat            | M | Gy | D | V | Rg | Kg | Gk | P |
| ----------------- | - | -- | - | - | -- | -- | -- | - |
| Németország (GER) | 3 | 3  | 0 | 0 | 6  | 1  | +5 | 9 |
| Brazília (BRA)    | 3 | 2  | 0 | 1 | 5  | 3  | +2 | 6 |
| Svédország (SWE)  | 3 | 0  | 1 | 2 | 1  | 4  | –3 | 1 |
| Ausztrália (AUS)  | 3 | 0  | 1 | 2 | 2  | 6  | –4 | 1 |

| 2000. szeptember 13. 17:30 |

| Svédország (SWE) | 0–2               | Brazília (BRA)         |
| ---------------- | ----------------- | ---------------------- |
|                  | (0–1) Jegyzőkönyv | Pretinha 21' Kátia 70' |

| Melbourne Cricket Ground, Melbourne Nézőszám: 58 432 Játékvezető: Sandra Hunt (amerikai) |

| 2000. szeptember 16. 17:00 |

| Ausztrália (AUS) | 1–1               | Svédország (SWE)         |
| ---------------- | ----------------- | ------------------------ |
| Salisbury 57'    | (0–0) Jegyzőkönyv | Andersson 66' (11-esből) |

| Sydney Football Stadium, Sydney Nézőszám: 33 600 Játékvezető: Sonia Denoncourt (kanadai) |

| 2000. szeptember 19. 17:30 |

| Németország (GER) | 1–0               | Svédország (SWE) |
| ----------------- | ----------------- | ---------------- |
| Hingst 88'        | (0–0) Jegyzőkönyv |                  |

| Melbourne Cricket Ground, Melbourne Nézőszám: 7000 Játékvezető: Wendy Toms (angol) |

| Csapat           | Helyezés |
| ---------------- | -------- |
| Svédország (SWE) | 6.       |

## Lovaglás
Díjlovaglás
| Versenyző                                         | Ló           | Versenyszám | 1. kör | 1. kör | 2. kör  | 2. kör  | 3. kör  | 3. kör  | Végeredmény | Végeredmény |
| Versenyző                                         | Ló           | Versenyszám | Pont   | Hely.  | Pont    | Hely.   | Pont    | Hely.   | Pont        | Helyezés    |
| ------------------------------------------------- | ------------ | ----------- | ------ | ------ | ------- | ------- | ------- | ------- | ----------- | ----------- |
| Tinne Wilhelmsson-Silfvén                         | Cezar        | Egyéni      | 65,84  | 22.    | 58,18   | 25.     | kiesett | kiesett | 124,02      | 25.         |
| Pether Markne                                     | Amiral       | Egyéni      | 65,20  | 28.    | kiesett | kiesett | kiesett | kiesett | kiesett     | kiesett     |
| Jan Brink                                         | Briar 899    | Egyéni      | 62,92  | 40.    | kiesett | kiesett | kiesett | kiesett | kiesett     | kiesett     |
| Tinne Wilhelmsson-Silfvén Pether Markne Jan Brink | lásd fentebb | Csapat      |        |        |         |         |         |         | 4849        | 9.          |

Díjugratás
| Versenyző                                                        | Ló             | Versenyszám | Selejtező | Selejtező | Selejtező | Selejtező | Selejtező | Selejtező | Selejtező | Selejtező | Döntő   | Döntő   | Döntő   | Döntő   | Végeredmény | Végeredmény |
| Versenyző                                                        | Ló             | Versenyszám | 1. kör    | 1. kör    | 2. kör    | 2. kör    | 2. kör    | 3. kör    | 3. kör    | 3. kör    | 1. kör  | 1. kör  | 2. kör  | 2. kör  | Végeredmény | Végeredmény |
| Versenyző                                                        | Ló             | Versenyszám | Bünt.     | Hely.     | Bünt.     | Össz.     | Hely.     | Bünt.     | Össz.     | Hely.     | Bünt.   | Hely.   | Bünt.   | Hely.   | Bünt.       | Helyezés    |
| ---------------------------------------------------------------- | -------------- | ----------- | --------- | --------- | --------- | --------- | --------- | --------- | --------- | --------- | ------- | ------- | ------- | ------- | ----------- | ----------- |
| Maria Gretzer                                                    | Feliciano      | Egyéni      | 4,50      | 6.        | 20,25     | 24,75     | 46.       | 0,00      | 24,75     | 27.       | 8,00    | 14.     | 8,00    | 13.     | 16,00       | 15.**       |
| Malin Baryard-Johnsson                                           | Butterfly Flip | Egyéni      | 4,50      | 6.        | 8,75      | 13,25     | 17.       | 12,00     | 25,25     | 28.       | 12,00   | 20.     | 8,00    | 13.     | 20,00       | 20.***      |
| Helena Lundbäck                                                  | Mynta          | Egyéni      | 17,25     | 55.       | 4,00      | 21,25     | 41.       | 8,00      | 29,25     | 34.       | 16,00   | 33.     | kiesett | kiesett | kiesett     | kiesett     |
| Lisen Bratt                                                      | Casanova       | Egyéni      | 6,00      | 19.       | 15,00     | 21,00     | 39.       | 8,50      | 29,50     | 37.       | kiesett | kiesett | kiesett | kiesett | kiesett     | kiesett     |
| Helena Lundbäck Lisen Bratt Maria Gretzer Malin Baryard-Johnsson | lásd fentebb   | Csapat      |           |           |           |           |           |           |           |           | 16,75   | 7.      | 20,00   | 6.*     | 36,75       | 7.          |

Lovastusa
| Versenyző       | Ló       | Versenyszám | Díjlovaglás | Díjlovaglás | Tereplovaglás | Tereplovaglás | Tereplovaglás | Díjugratás | Díjugratás | Végeredmény | Végeredmény |
| Versenyző       | Ló       | Versenyszám | Bünt.       | Hely.       | Bünt.         | Hely.         | Össz.         | Bünt.      | Hely.      | Bünt.       | Helyezés    |
| --------------- | -------- | ----------- | ----------- | ----------- | ------------- | ------------- | ------------- | ---------- | ---------- | ----------- | ----------- |
| Paula Törnqvist | Monaghan | Egyéni      | 60,60       | 31.         | 2,80          | 63,40         | 15.           | 11,00      | 19.        | 74,40       | 14.         |
| Sofia Andler    | Amaretto | Egyéni      | 39,80       | 5.          | nem ért célba | nem ért célba | nem ért célba | kiesett    | kiesett    | kiesett     | kiesett     |

* - egy másik versenyzővel azonos eredményt ért el

** - két másik versenyzővel azonos eredményt ért el

*** - három másik versenyzővel azonos eredményt ért el

## Műugrás
Női
| Versenyző     | Versenyszám    | Selejtező | Selejtező | Elődöntő | Elődöntő | Döntő  | Döntő    |
| Versenyző     | Versenyszám    | Pont      | Helyezés  | Pont     | Helyezés | Pont   | Helyezés |
| ------------- | -------------- | --------- | --------- | -------- | -------- | ------ | -------- |
| Anna Lindberg | Egyéni műugrás | 275,34    | 11.       | 508,68   | 9.       | 559,17 | 5.       |

## Öttusa
| Versenyző      | Versenyszám | Lövészet | Lövészet | Lövészet | Vívás    | Vívás | Vívás  | Úszás   | Úszás | Úszás | Lovaglás | Lovaglás | Lovaglás | Lovaglás | Futás    | Futás | Futás | Összesen    | Összesen |
| Versenyző      | Versenyszám | Pontszám | Pont     | Hely.    | Eredmény | Pont  | Hely.  | Idő     | Pont  | Hely. | Idő      | Hibapont | Pont     | Hely.    | Idő      | Pont  | Hely. | Összes pont | Helyezés |
| -------------- | ----------- | -------- | -------- | -------- | -------- | ----- | ------ | ------- | ----- | ----- | -------- | -------- | -------- | -------- | -------- | ----- | ----- | ----------- | -------- |
| Michael Brandt | Férfi       | 180      | 1096     | 7.*      | 11-13    | 800   | 13.*** | 2:08,23 | 1218  | 10.   | 1:19,22  | 130      | 928      | 16.      | 9:32,15  | 1112  | 9.    | 5154        | 12.      |
| Jeanette Malm  | Női         | 170      | 976      | 17.      | 8-16     | 680   | 23.    | 2:19,70 | 1203  | 4.    | 1:27,82  | 150      | 884      | 16.      | 11:34,26 | 944   | 15.   | 4687        | 17.      |

* - egy másik versenyzővel azonos eredményt ért el

*** - három másik versenyzővel azonos eredményt ért el

## Röplabda

### Strandröplabda

#### Férfi
| Versenyző             | 1. forduló                                                | Reményág                                                | Reményág          | Nyolcaddöntő      | Negyeddöntő       | Elődöntő          | Döntő             | Helyezés |
| Versenyző             | 1. forduló                                                | 1. forduló                                              | 2. forduló        | Nyolcaddöntő      | Negyeddöntő       | Elődöntő          | Döntő             | Helyezés |
| Versenyző             | Ellenfél Eredmény                                         | Ellenfél Eredmény                                       | Ellenfél Eredmény | Ellenfél Eredmény | Ellenfél Eredmény | Ellenfél Eredmény | Ellenfél Eredmény | Helyezés |
| --------------------- | --------------------------------------------------------- | ------------------------------------------------------- | ----------------- | ----------------- | ----------------- | ----------------- | ----------------- | -------- |
| Björn Berg Simon Dahl | Brazília (BRA) · Zé Marco de Melo · Ricardo Santos · 5-15 | Spanyolország (ESP) · Javier Bosma · Fabio Diez · 11-15 | kiesett           | kiesett           | kiesett           | kiesett           | kiesett           | 19.      |

## Sportlövészet
Férfi
| Versenyző       | Versenyszám           | Selejtező | Selejtező | Döntő   | Döntő    |
| Versenyző       | Versenyszám           | Pont      | Helyezés  | Pont    | Helyezés |
| --------------- | --------------------- | --------- | --------- | ------- | -------- |
| Jonas Edman     | Sportpuska, összetett | 1159      | 20.*      | kiesett | kiesett  |
| Jonas Edman     | Sportpuska, fekvő     | 599       | 1.        | 701,3   |          |
| Roger Hansson   | Sportpuska, fekvő     | 594       | 13.*****  | kiesett | kiesett  |
| Roger Hansson   | Légpuska              | 587       | 27.***    | kiesett | kiesett  |
| Roger Hansson   | Sportpuska, összetett | 1162      | 12.**     | kiesett | kiesett  |
| Conny Persson   | Trap                  | 113       | 13.**     | kiesett | kiesett  |
| Conny Persson   | Dupla trap            | 141       | 2.**      | 184     | 4.       |
| Tomas Johansson | Skeet                 | 115       | 43.*      | kiesett | kiesett  |

Női
| Versenyző        | Versenyszám   | Selejtező | Selejtező | Döntő   | Döntő    |
| Versenyző        | Versenyszám   | Pont      | Helyezés  | Pont    | Helyezés |
| ---------------- | ------------- | --------- | --------- | ------- | -------- |
| Monica Rundqvist | Légpisztoly   | 381       | 11.****   | kiesett | kiesett  |
| Monica Rundqvist | Sportpisztoly | 567       | 33.*      | kiesett | kiesett  |
| Pia Hansen       | Trap          | 64        | 7.*       | kiesett | kiesett  |
| Pia Hansen       | Dupla trap    | 112       | 1.        | 148     |          |

* - egy másik versenyzővel azonos eredményt ért el

** - két másik versenyzővel azonos eredményt ért el

*** - három másik versenyzővel azonos eredményt ért el

**** - négy másik versenyzővel azonos eredményt ért el

***** - öt másik versenyzővel azonos eredményt ért el

## Taekwondo
Férfi
| Versenyző     | Versenyszám | Selejtező                  | Negyeddöntő             | Elődöntő                | Vigaszág negyeddöntő    | Vigaszág elődöntő         | Bronz- mérkőzés            | Döntő             | Helyezés |
| Versenyző     | Versenyszám | Ellenfél Eredmény          | Ellenfél Eredmény       | Ellenfél Eredmény       | Ellenfél Eredmény       | Ellenfél Eredmény         | Ellenfél Eredmény          | Ellenfél Eredmény | Helyezés |
| ------------- | ----------- | -------------------------- | ----------------------- | ----------------------- | ----------------------- | ------------------------- | -------------------------- | ----------------- | -------- |
| Roman Livaja  | Váltósúly   | Donald Geisler (PHI) · 4-4 | Marcel More (SLO) · 4-2 | Ángel Matos (CUB) · 0-4 |                         | Warren Hansen (AUS) · 1-0 | Víctor Estrada (MEX) · 1-2 |                   | 4.       |
| Marcus Thorén | Nehézsúly   | Daniel Trenton (AUS) · 3-6 |                         |                         | Colin Daley (GBR) · 2-9 | kiesett                   | kiesett                    |                   | 7.       |

## Tenisz
Férfi
| Versenyző                      | Versenyszám | 64-es főtábla                       | 32-es főtábla                                                          | Nyolcaddöntő                        | Negyeddöntő       | Elődöntő          | Bronz- mérkőzés   | Döntő             | Helyezés |
| Versenyző                      | Versenyszám | Ellenfél Eredmény                   | Ellenfél Eredmény                                                      | Ellenfél Eredmény                   | Ellenfél Eredmény | Ellenfél Eredmény | Ellenfél Eredmény | Ellenfél Eredmény | Helyezés |
| ------------------------------ | ----------- | ----------------------------------- | ---------------------------------------------------------------------- | ----------------------------------- | ----------------- | ----------------- | ----------------- | ----------------- | -------- |
| Magnus Norman                  | Egyes       | Andrei Pavel (ROU) · 6–7, 6–3, 10–8 | Pharadon Szricsaphan (THA) · 7–5, 6–2                                  | Arnaud Di Pasquale (FRA) · 6–7, 6–7 | kiesett           | kiesett           | kiesett           | kiesett           | 9.       |
| Mikael Tillström               | Egyes       | Lijendar Pedzs (IND) · 6–2, 6–4     | Sébastien Lareau (CAN) · 6–1, 3–6, 6–3                                 | Roger Federer (SUI) · 1–6, 2–6      | kiesett           | kiesett           | kiesett           | kiesett           | 9.       |
| Andreas Vinciguerra            | Egyes       | Christian Ruud (NOR) · 6–2, 6–4     | Tommy Haas (GER) · 6–1, 4–6, 2–6                                       | kiesett                             | kiesett           | kiesett           | kiesett           | kiesett           | 17.      |
| Thomas Johansson               | Egyes       | Mark Philippoussis (AUS) · 6–7, 4–6 | kiesett                                                                | kiesett                             | kiesett           | kiesett           | kiesett           | kiesett           | 33.      |
| Nicklas Kulti Mikael Tillström | Páros       |                                     | Fehéroroszország (BLR) · Makszim Mirni · Uladzimir Valcskov · 3–6, 4–6 | kiesett                             | kiesett           | kiesett           | kiesett           | kiesett           | 17.      |

## Tollaslabda
| Versenyző                         | Versenyszám  | Selejtező         | 32-es főtábla                                                      | Nyolcaddöntő                                               | Negyeddöntő       | Elődöntő          | Döntő             | Helyezés |
| Versenyző                         | Versenyszám  | Ellenfél Eredmény | Ellenfél Eredmény                                                  | Ellenfél Eredmény                                          | Ellenfél Eredmény | Ellenfél Eredmény | Ellenfél Eredmény | Helyezés |
| --------------------------------- | ------------ | ----------------- | ------------------------------------------------------------------ | ---------------------------------------------------------- | ----------------- | ----------------- | ----------------- | -------- |
| Rasmus Wengberg                   | Férfi egyes  | erőnyerő          | Richard Vaughan (GBR) · 8–15, 4–15                                 | kiesett                                                    | kiesett           | kiesett           | kiesett           | 17.      |
| Tomas Johansson                   | Férfi egyes  | erőnyerő          | Marleve Mario Mainaky (INA) · 11–15, 16–17                         | kiesett                                                    | kiesett           | kiesett           | kiesett           | 17.      |
| Pär-Gunnar Jönsson Peter Axelsson | Férfi páros  |                   | Németország (GER) · Björn Siegemund · Michael Helber · 15–7, 17–15 | Indonézia (INA) · Flandy Limpele · Hian Eng · 12–15, 11–15 | kiesett           | kiesett           | kiesett           | 9.       |
| Jenny Karlsson Fredrik Bergström  | Vegyes páros |                   | Hongkong (HKG) · Koon Louisa · Tam Kai Chuen · 15–13, 10–15, 15–12 | Kína (CHN) · Kao Ling · Csang Csün · 6–15, 7–15            | kiesett           | kiesett           | kiesett           | 9.       |

## Triatlon
| Versenyző      | Versenyszám | 1,5 km úszás | Depózás 1 | 40 km kerékpározás | Depózás 2 | 10 km futás | Összesítés | Összesítés |
| Versenyző      | Versenyszám | Idő          | Idő       | Idő                | Idő       | Idő         | Idő        | Helyezés   |
| -------------- | ----------- | ------------ | --------- | ------------------ | --------- | ----------- | ---------- | ---------- |
| Joachim Willén | Férfi       | 17:27,79     | 21,10     | 59:24,60           | 18,60     | 34:08,71    | 1:51:40,80 | 35.        |

## Úszás
Férfi
| Versenyző                                                                 | Versenyszám            | Előfutam | Előfutam | Előfutam | Elődöntő | Elődöntő | Elődöntő | Döntő   | Döntő    |
| Versenyző                                                                 | Versenyszám            | Idő      | Hely.    | Össz.    | Idő      | Hely.    | Össz.    | Idő     | Helyezés |
| ------------------------------------------------------------------------- | ---------------------- | -------- | -------- | -------- | -------- | -------- | -------- | ------- | -------- |
| Stefan Nystrand                                                           | 50 m gyors             | 22,53    | 3.       | 10.*     | 22,49    | 7.       | 13.*     | kiesett | kiesett  |
| Stefan Nystrand                                                           | 100 m gyors            | 50,19    | 6.       | 19.*     | kiesett  | kiesett  | kiesett  | kiesett | kiesett  |
| Lars Frölander                                                            | 100 m gyors            | 49,16    | 2.       | 3.       | 48,93    | 2.       | 4.       | 49,22   | 6.       |
| Lars Frölander                                                            | 100 m pillangó         | 53,14    | 2.       | 5.       | 52,84    | 3.       | 4.       | 52,00   |          |
| Daniel Carlsson                                                           | 100 m pillangó         | 54,15    | 5.       | 23.*     | kiesett  | kiesett  | kiesett  | kiesett | kiesett  |
| Stefan Nystrand Lars Frölander Mattias Ohlin Johan Nyström Johan Wallberg | 4 × 100 m gyorsváltó   | 3:19,80  | 3.       | 7.       |          |          |          | 3:19,60 | 6.       |
| Mattias Ohlin                                                             | 100 m hát              | 57,51    | 4.       | 36.      | kiesett  | kiesett  | kiesett  | kiesett | kiesett  |
| Patrik Isaksson                                                           | 100 m mell             | 1:03,05  | 8.       | 26.      | kiesett  | kiesett  | kiesett  | kiesett | kiesett  |
| Martin Gustavsson                                                         | 200 m mell             | 2:15,02  | 2.       | 8.       | 2:15,23  | 8.       | 15.      | kiesett | kiesett  |
| Daniel Carlsson Martin Gustavsson Stefan Nystrand Mattias Ohlin           | 4 × 100 m vegyes váltó | 3:40,88  | 5.       | 10.      |          |          |          | kiesett | kiesett  |

Női
| Versenyző                                                                                                | Versenyszám            | Előfutam | Előfutam | Előfutam | Elődöntő | Elődöntő | Elődöntő | Döntő   | Döntő    |
| Versenyző                                                                                                | Versenyszám            | Idő      | Hely.    | Össz.    | Idő      | Hely.    | Össz.    | Idő     | Helyezés |
| --- | ---------------------- | -------- | -------- | -------- | -------- | -------- | -------- | ------- | -------- |
| Johanna Sjöberg                                                                                          | 100 m pillangó         | 59,59    | 4.       | 11.      | 59,15    | 6.       | 10.      | kiesett | kiesett  |
| Anna-Karin Kammerling                                                                                    | 100 m pillangó         | 59,88    | 5.       | 15.      | 1:00,40  | 8.       | 16.      | kiesett | kiesett  |
| Anna-Karin Kammerling                                                                                    | 50 m gyors             | 25,79    | 4.       | 13.      | 25,61    | 5.*      | 9.*      | kiesett | kiesett  |
| Therese Alshammar                                                                                        | 50 m gyors             | 25,24    | 1.       | 4.       | 24,80    | 1.       | 2.       | 24,51   |          |
| Therese Alshammar                                                                                        | 100 m gyors            | 55,59    | 3.       | 7.       | 55,31    | 4.       | 7.       | 54,33   |          |
| Louise Jöhncke                                                                                           | 100 m gyors            | 55,91    | 4.       | 11.      | 55,94    | 7.       | 13.*     | kiesett | kiesett  |
| Louise Jöhncke Therese Alshammar Johanna Sjöberg Anna-Karin Kammerling Josefin Lillhage Malin Svahnström | 4 × 100 m gyorsváltó   | 3:43,77  | 2.       | 6.       |          |          |          | 3:40,30 |          |
| Camilla Johansson                                                                                        | 100 m hát              | 1:04,99  | 1.       | 31.      | kiesett  | kiesett  | kiesett  | kiesett | kiesett  |
| Emma Igelström                                                                                           | 100 m mell             | 1:11,09  | 8.       | 22.      | kiesett  | kiesett  | kiesett  | kiesett | kiesett  |
| Emma Igelström Camilla Johansson Louise Jöhncke Johanna Sjöberg                                          | 4 × 100 m vegyes váltó | 4:10,38  | 3.       | 10.      |          |          |          | kiesett | kiesett  |

* - egy másik versenyzővel azonos eredményt ért el

## Vitorlázás
Férfi
| Versenyző                 | Versenyszám     | Futam | Futam | Futam | Futam  | Futam | Futam  | Futam | Futam | Futam | Futam | Futam | Pontszám | Helyezés |
| Versenyző                 | Versenyszám     | 1     | 2     | 3     | 4      | 5     | 6      | 7     | 8     | 9     | 10    | 11    | Pontszám | Helyezés |
| ------------------------- | --------------- | ----- | ----- | ----- | ------ | ----- | ------ | ----- | ----- | ----- | ----- | ----- | -------- | -------- |
| Fredrik Palm              | Szörfvitorlázás | (30)  | 21    | (30)  | 2      | 12    | 14     | 26    | 22    | 25    | 28    | 15    | 165,0    | 23.      |
| Fredrik Lööf              | Finn dingi      | (17)  | 5     | 1     | 6      | 7     | 4      | 4     | (22)  | 2     | 11    | 7     | 47,0     |          |
| Johan Molund Mattias Rahm | 470-es osztály  | 18,0  | 10,0  | 7,0   | (30,0) | 2,0   | (29,0) | 1,0   | 4,0   | 19,0  | 20,0  | 15,0  | 96,0     | 12.      |

Női
| Versenyző                     | Versenyszám    | Futam  | Futam | Futam | Futam | Futam | Futam | Futam  | Futam | Futam | Futam | Futam | Pontszám | Helyezés |
| Versenyző                     | Versenyszám    | 1      | 2     | 3     | 4     | 5     | 6     | 7      | 8     | 9     | 10    | 11    | Pontszám | Helyezés |
| ----------------------------- | -------------- | ------ | ----- | ----- | ----- | ----- | ----- | ------ | ----- | ----- | ----- | ----- | -------- | -------- |
| Therese Torgersson            | Europe         | 16     | 14    | (23)  | 20    | 18    | 22    | 20     | 21    | 17    | 11    | (23)  | 159,0    | 22.      |
| Lena Carlsson Agneta Engström | 470-es osztály | (18,0) | 13,0  | 2,0   | 10,0  | 6,0   | 9,0   | (14,0) | 4,0   | 2,0   | 11,0  | 19,0  | 71,0     | 9.       |

Nyílt
| Versenyző                       | Versenyszám        | Futam  | Futam  | Futam | Futam | Futam | Futam | Futam | Futam | Futam | Futam  | Futam | Futam | Futam | Futam | Futam | Futam | Pontszám | Helyezés |
| Versenyző                       | Versenyszám        | 1      | 2      | 3     | 4     | 5     | 6     | 7     | 8     | 9     | 10     | 11    | 12    | 13    | 14    | 15    | 16    | Pontszám | Helyezés |
| ------------------------------- | ------------------ | ------ | ------ | ----- | ----- | ----- | ----- | ----- | ----- | ----- | ------ | ----- | ----- | ----- | ----- | ----- | ----- | -------- | -------- |
| Karl Suneson                    | Laser              | 10     | 5      | 3     | 24    | 19    | 17    | 8     | 14    | (44*) | (44**) | 7     |       |       |       |       |       | 107,0    | 14.      |
| Mats Johansson Leif Möller      | Csillaghajó        | (12,0) | (16,0) | 9,0   | 12,0  | 9,0   | 11,0  | 9,0   | 8,0   | 10,0  | 7,0    | 10,0  |       |       |       |       |       | 85,0     | 13.      |
| John Harrysson Patrik Sandström | Könnyű 49-es dingi | 9      | 16     | 13    | (18)  | 15    | 15    | 15    | 14    | 12    | 15     | 15    | 16    | (18)  | 14    | 15    | (18)  | 202,0    | 17.      |
| Martin Strandberg Magnus Lövdén | Tornádó            | 9      | 10     | 12    | 11    | (13)  | 8     | (17)  | 10    | 8     | 8      | 12    |       |       |       |       |       | 88,0     | 12.      |

* - kizárták (korai rajt)

** - kizárták
| Versenyző                                | Versenyszám | Futam | Futam | Futam | Futam | Futam | Futam | Futam | Futam | 1. forduló | 1. forduló | 2. forduló | 2. forduló | Negyeddöntő | Negyeddöntő | Elődöntő | Elődöntő | Döntő   | Helyezés |
| Versenyző                                | Versenyszám | 1     | 2     | 3     | 4     | 5     | 6     | Pont  | Hely. | Gy–V       | Hely.      | Gy–V       | Hely.      | Gy–V        | Hely.       | Gy–V     | Hely.    | Gy–V    | Helyezés |
| ---------------------------------------- | ----------- | ----- | ----- | ----- | ----- | ----- | ----- | ----- | ----- | ---------- | ---------- | ---------- | ---------- | ----------- | ----------- | -------- | -------- | ------- | -------- |
| Hans Wallén Johan Barne Magnus Augustson | Soling      | 7     | (15)  | 5     | 10    | (17)  | 5     | 42    | 11.   |            |            | 3–2        | 4.         | kiesett     | kiesett     | kiesett  | kiesett  | kiesett | 7.       |

## Vívás
Férfi
| Versenyző   | Versenyszám       | Selejtező         | 32-es főtábla                     | Nyolcaddöntő                | Negyeddöntő               | Elődöntő          | Bronz- mérkőzés   | Döntő             | Helyezés |
| Versenyző   | Versenyszám       | Ellenfél Eredmény | Ellenfél Eredmény                 | Ellenfél Eredmény           | Ellenfél Eredmény         | Ellenfél Eredmény | Ellenfél Eredmény | Ellenfél Eredmény | Helyezés |
| ----------- | ----------------- | ----------------- | --------------------------------- | --------------------------- | ------------------------- | ----------------- | ----------------- | ----------------- | -------- |
| Vánky Péter | Párbajtőr, egyéni | erőnyerő          | Uladzimir Pcsenyikin (BLR) · 15-9 | Paolo Milanoli (ITA) · 15-6 | Hugues Obry (FRA) · 12-15 | kiesett           | kiesett           | kiesett           | 5.       |